# Ludovico Federico di Württemberg-Mömpelgard
Ludovico Federico del Württemberg (Mömpelgard, 29 gennaio 1586 – Mömpelgard, 26 gennaio 1631) era figlio di Federico I di Württemberg, duca di Württemberg dal 1593 al 1608, e di Sibilla di Anhalt.

## Biografia
Alla morte del padre nel 1608, divise con i fratelli il Württemberg divenendo duca di Württemberg-Mömpelgard.
Contrasse un primo matrimonio con la diciassettenne Elisabetta Maddalena d'Assia-Darmstadt che sposò il 13 luglio 1617 e che gli diede tre figli:
- Cristoforo (Mömpelgard, 24 dicembre 1620-Mömpelgard, 12 gennaio 1621);
- Enrichetta Luisa (Mömpelgard, 20 giugno 1623-Ansbach, 24 agosto 1650);
- Leopoldo Federico (Mömpelgard, 30 maggio 1624-Mömpelgard, 15 giugno 1662).

Elisabetta Maddalena morì a ventiquattro anni il 9 giugno 1624 in seguito alle conseguenze dell'ultimo parto.
Necessitando di altra prole a causa dell'alto tasso di mortalità infantile, benché fosse nato comunque un maschio, Ludovico Federico si risposò di nuovo, stavolta con un membro dei Nassau-Weilburg, la ventitreenne Anna Eleonora, figlia unica di Giovanni Casimiro di Nassau-Weilburg e cugina della prima moglie Elisabetta Maddalena.
Anna Eleonora, che sposò a Darmstadt il 14 maggio 1625, gli diede altri tre figli:
- Giorgio II (Mömpelgard, 5 ottobre 1626-Mömpelgard, 1º giugno 1699);
- Enrico (Mömpelgard, 19 dicembre 1627-Mömpelgard, 4 marzo 1628);
- Giorgia Luisa (Stoccarda, 1º febbraio 1630-Stoccarda, 11 aprile 1630).

Diede in sposa Enrichetta nel 1642, l'unica figlia femmina a raggiungere l'età adulta, al mangravio Alberto II di Brandeburgo-Ansbach. I due figli maschi, che gli sopravvissero, ereditarono entrambi il ducato: dapprima Leopoldo Federico, che sposò la cugina Sibilla di Württemberg-Stoccarda e morì senza eredi, e poi Giorgio, che sposò Anna di Coligny ed ebbe eredi.

## Ascendenza
|                                             |                              |                                | Genitori                     |  |  | Nonni |  |  | Bisnonni              |  |  | Trisnonni               |  |
|                                             |                              |                                |                              |  |  |       |  |  | Enrico di Württemberg |  |  | Ulrico V di Württemberg |  |
|                                             |                              |                                |                              |  |  |       |  |  | Enrico di Württemberg |  |  | Ulrico V di Württemberg |  |
|                                             |                              | Elisabetta di Baviera-Landshut |                              |  |  |       |  |  | Enrico di Württemberg |  |  |                         |  |
| Giorgio I di Württemberg-Mömpelgard         |                              |                                |                              |  |  |       |  |  | Enrico di Württemberg |  |  |                         |  |
|                                             |                              | Eva di Salm                    | …                            |  |  |       |  |  |                       |  |  |                         |  |
|                                             |                              | Eva di Salm                    | …                            |  |  |       |  |  |                       |  |  |                         |  |
|                                             |                              | Eva di Salm                    | …                            |  |  |       |  |  |                       |  |  |                         |  |
| Federico I di Württemberg                   |                              | Eva di Salm                    |                              |  |  |       |  |  |                       |  |  |                         |  |
|                                             |                              | Filippo I d'Assia              | Guglielmo II d'Assia         |  |  |       |  |  |                       |  |  |                         |  |
|                                             |                              | Filippo I d'Assia              | Guglielmo II d'Assia         |  |  |       |  |  |                       |  |  |                         |  |
|                                             |                              | Filippo I d'Assia              | Anna di Meclemburgo-Schwerin |  |  |       |  |  |                       |  |  |                         |  |
| Barbara d'Assia                             |                              | Filippo I d'Assia              |                              |  |  |       |  |  |                       |  |  |                         |  |
|                                             |                              | Cristina di Sassonia           | Giorgio di Sassonia          |  |  |       |  |  |                       |  |  |                         |  |
|                                             |                              | Cristina di Sassonia           | Giorgio di Sassonia          |  |  |       |  |  |                       |  |  |                         |  |
|                                             |                              | Cristina di Sassonia           | Barbara Jagellona            |  |  |       |  |  |                       |  |  |                         |  |
| Ludovico Federico di Württemberg-Mömpelgard |                              | Cristina di Sassonia           |                              |  |  |       |  |  |                       |  |  |                         |  |
|                                             | Giovanni II di Anhalt-Dessau | …                              |                              |  |  |       |  |  |                       |  |  |                         |  |
|                                             | Giovanni II di Anhalt-Dessau | …                              |                              |  |  |       |  |  |                       |  |  |                         |  |
|                                             | Giovanni II di Anhalt-Dessau | …                              |                              |  |  |       |  |  |                       |  |  |                         |  |
| Gioacchino Ernesto di Anhalt                | Giovanni II di Anhalt-Dessau |                                |                              |  |  |       |  |  |                       |  |  |                         |  |
|                                             |                              | Margherita di Brandeburgo      | Gioacchino I di Brandeburgo  |  |  |       |  |  |                       |  |  |                         |  |
|                                             |                              | Margherita di Brandeburgo      | Gioacchino I di Brandeburgo  |  |  |       |  |  |                       |  |  |                         |  |
|                                             |                              | Margherita di Brandeburgo      | Elisabetta di Danimarca      |  |  |       |  |  |                       |  |  |                         |  |
| Sibilla di Anhalt                           |                              | Margherita di Brandeburgo      |                              |  |  |       |  |  |                       |  |  |                         |  |
|                                             |                              | Wolfgang von Barby             | …                            |  |  |       |  |  |                       |  |  |                         |  |
|                                             |                              | Wolfgang von Barby             | …                            |  |  |       |  |  |                       |  |  |                         |  |
|                                             |                              | Wolfgang von Barby             | …                            |  |  |       |  |  |                       |  |  |                         |  |
| Agnese di Barby-Mühlingen                   |                              | Wolfgang von Barby             |                              |  |  |       |  |  |                       |  |  |                         |  |
|                                             |                              | …                              | …                            |  |  |       |  |  |                       |  |  |                         |  |
|                                             |                              | …                              | …                            |  |  |       |  |  |                       |  |  |                         |  |
|                                             |                              | …                              | …                            |  |  |       |  |  |                       |  |  |                         |  |
|                                             |                              | …                              |                              |  |  |       |  |  |                       |  |  |                         |  |